# Gabriel Popescu
Gabriel Popescu (Craiova, 25 de desembre de 1973) és un exfutbolista romanès, que jugava de migcampista.
Va iniciar la seua carrera a l'Electroputere i a l'Iniversitatea, ambdós de la seua ciutat natal. El 1997 marxa a la lliga espanyola, fitxat per la UD Salamanca. Fa un bon paper i és traspassat al València CF, amb qui juga 25 partits (només 5 de titular). Amb els valencians guanya la Copa del Rei. No té continuïtat amb l'equip i passa al CD Numancia, on tampoc juga massa.
A mitjans de la temporada 99/00 retorna al seu país, per jugar amb el Dinamo de Bucarest. Posteriorment militaria al National. Popescu viuria dues breus experiències asiàtiques, al Suwon Samsung Bluewings i al JEF United Ichihara Chiba.
Seria 14 vegades internacional amb Romania, tot marcant un gol. Va formar part del combinat del seu país que va acudir al Mundial de 1998.